# Linda Dement
Linda Dement née en 1960 à Brisbane, est une artiste multidisciplinaire australienne œuvrant dans les domaines des arts numériques, de la photographie, du cinéma et de scénario de documentaires. Linda Dement est connue pour son exploration des possibilités créatives des technologies émergentes telles que le CD-ROM, la modélisation 3D, les logiciels interactifs et le début de l'informatique,. 

## Biographie
Linda Dement expose à partir de 1984. Elle obtient un bachelor ès arts (beaux-arts) du City Art Institute, Sydney en 1988. 
Les œuvres de Linda Dement sont exposées à l'Institut d'art contemporain de Londres, à Ars Electronica en Autriche, au Symposium international d'art électronique à Sydney et à Montréal et au Festival Impakt Media Arts en Europe. 
Avec le groupe d'artistes australiens VNS Matrix, Linda Dement introduit le cyberféminisme dans l'art en Australie. La politique et la poétique cyberféministes permettent de déconstruire les stéréotypes de genre dans la culture dominante et montrent que les femmes sont proactives dans la culture électronique du début des années 1990. À travers son travail, Linda Dement vise à « donner forme à l'insoutenable ». Le travail de Linda Dement est décrit comme une autobiographie dépersonnalisée, c'est-à-dire une appropriation du numérique en tant qu'espace d'expression ou une « rupture »  dans le domaine de la culture informatique dominée par les technologies de l'information. Son travail explore la relation entre le corps physique et le corps politique, en exagérant « l’autre » féminin ou le « monstrueux féminin ». 

## Censure
Certaines des premières œuvres de Linda Dement ont été censurées par le gouvernement australien. Mary Typhoid a été jugée comme obscène par le Parlement de Nouvelle-Galles du Sud et a ensuite été classée par l'Office de la cinématographie et de la littérature du gouvernement australien comme « ne convenant pas aux moins de 18 ans ». In My Gash a également reçu une classification officielle « restreinte ». 

## Œuvres
- 1991 : Typhoid Mary, CD-ROM
- 1995 : Cyberfle sh Girlmonster, CD-ROM, Adelaide Festival
- 1999 : In My Gash, CD-ROM
- 2007–1997 : Eurydice, collaboration avec Kathy Acker
- 2007 : I Know You Think It's Too Late
- 2008 : Moving Forest London, collaboration avec Shu Lea Cheang et Martin Howse pour le Transmediale Festival à Berlin
- 2009 : On Track, collaboration de groupe comprenant : Linda Dement, Petra Gemeinboeck, PRINZGAU/podgorschek et Marion Tränkle
- 2009 : The Ends of the Earth, collaboration avec Jane Castle
- 2010 : Bloodbath Bump Projects, collaboration avec Francesca da Rimini, Kate Richards, Nancy Mauro-Flude, Sarah Waterson et Sydney Roller Derby League.
- 2011 : Killing the Host
- 2012 : Moving Forest Nicknamed "Castle 2012"
- 2013 : Kill Fix
- 2013 : Awry Signals, collaboration avec Nancy Mauro-Flude
- 2013 : 50BPM, collaboration avec Kelly Doley

## Publications
- (en) Helen Watson-Verran, Linda Dement et Australian Network for Art and Technology, Artists thinking about science, Adelaide, S.A., Australian Network for Art and Technology, 1er janvier 1994 (ISBN 0-646-20441-6, lire en ligne).
- (en) Jasmine Hirst, Linda Dement, Elvis Richardson, Anna Munster et Artspace (Woolloomooloo, I really want to kill you but I can't remember why : Linda Dement, Jasmine Hirst, Elvis Richardson, Woolloomooloo, NSW, Artspace Australia, 1er janvier 1995 (ISBN 1-876017-00-7, lire en ligne).
- (en) Peter Blazey, Victoria Dawson et Tim Herbert, Love cries, Sydney, N.S.W., Angus & Robertson, 1er janvier 1995 (ISBN 0-207-18626-X, lire en ligne).
- (en) Leonie Stevens, Warp drive : Australian drug stories, Milsons Point, N.S.W., Random House Australia, 1er janvier 1998, 214 p. (ISBN 0-09-183546-1, lire en ligne).
- (en) Kevin Murray, Linda Dement, Julie Clarke, Darren Tofts, Bell et Bendigo Art Gallery, Byte me : art + culture + technology ; Linda Dement ..., Bendigo, Vic., Bendigo Art Gallery, 1er janvier 1999 (lire en ligne).

## Prix et récompenses
- 2005 et 2006 : Prix national australien d'art numérique Harries[12]
- 1996 : New Media Arts Fellowship
- 1996 : Digital Futures Fund, décerné par le Conseil australien des arts
- Meilleur CD-Rom, 9e Festival Stuttgarter Filmwinter en Allemagne
- mentions honorables de New Voices / New Visions, Palo Alto, Californie et Ars Electronica, Autriche[3].